# 惜誓
惜誓，是中國古典詩歌總集《楚辭》十七篇之一。其作者歷來有爭議，學界或認定其為西漢政治家、文學家賈誼。在這一部騷體辭中，作者集中抒發了對自己年老無成的感傷、對方外仙境的嚮往、對人世的眷戀，以及對世間種種醜惡現象的強烈憎惡的複雜情感。

## 作者
自東漢王逸為楚辭作注起，《惜誓》作者的真實身份就一直處在爭議之中。王逸《章句》說：「《惜誓》者，不知誰所作也。或曰賈誼，疑不能明也。」南宋洪興祖《楚辭補注》說：「（賈誼）《弔屈原賦》云：『所貴聖（人）之神德兮，遠濁世而自藏。使麒麟可係而羈兮，豈云異夫犬羊。』……與此（指《惜誓》）語意頗同。」此後，學術界一般都認可將《惜誓》的作者歸為賈誼。贊成該觀點的學者，多依循洪興祖的分析，引《惜誓》文字與賈誼已知作品有諸多重合之處為證，如明末學者王夫之明確指出：
|  | 今按賈誼渡湘水，為文弔屈原，其詞旨略與此同。（賈）誼書若《陳政事疏》《新書》，出入互見，而辭有詳略，蓋誼所著作，不嫌復出類如此，則其為誼作審矣。 |

沈作喆、朱熹等則從文辭鑒賞的角度肯定賈誼說。沈說：「《楚詞·惜誓》一章，超逸絕塵，氣象曠遠，真賈生所作無疑。」朱說：「今玩其辭，實亦瓌異奇偉，計非誼莫能及。」
現代學者中，湯炳正、龔克昌皆認可賈誼說。湯說：「從內容觀之，本篇當賈誼適長沙時所作，在《弔屈原賦》與《鵩鳥賦》之前。」龔說：「洪（興祖）、王（夫之）兩人的看法是值得重視的，在沒有找到確鑿的反證之前，我們應將《惜誓》劃為賈誼所作。」
王泗原、黃靈庚則對賈誼說持反對或審慎態度。王泗原主要從《惜誓》的思想內涵方面進行辯駁，他認為：「惜誓不是賈誼作。首稱『惜余年老而日衰兮』，是擬屈原說話。然而多道家言，前朱鳥，左蒼龍，右白虎，吸衆氣，長生久僊，稱赤松王喬。此種思想非惟屈原所無，賈誼亦不具。文辭格調也卑。末四句直從《弔屈原賦》移來，是生裝上去的。」不過，王說尚有欠妥之處，因為若將該作中的方外仙境之語簡單視作「道家言」，那麼賈誼本人受道家思想的影響，這本是一個事實，賈誼也並非從未在作品中體現過他的「道家言」。黃靈庚則對兩方說法持闕疑態度，其疏王逸序曰：「是篇之作，叔師（王逸）既未能明。或曰賈誼，其時所傳聞，未有確證，故以存疑。……『或曰』之說，因《弔屈》《鵩鳥》二賦以蠡測之。」
趙逵夫同樣對《惜誓》中的方外之語進行了辨析。在考察銀雀山漢墓出土唐勒《論義御》一簡、提出《遠遊》《惜誓》皆為唐勒所作的觀點後，趙逵夫進一步指出，《惜誓》中的「前朱鳥，左蒼龍，右白虎，吸衆氣，長生久僊，稱赤松王喬」之語，不是簡單的「道家言」，而是神仙家之言。賈誼的思想雖有道家虛靜無為的成分，但他絕無神仙家的思想。趙從思想上否定了《惜誓》為賈誼所作，又從神仙家的學術源流進行考辨，認定這一學派在楚國遷陳後得以流行——這正與楚國辭賦家唐勒的時代吻合。進而，趙又結合《惜誓》所反映的時代背景、所涉及的地理名物，提出《惜誓》是楚人遷陳之後的作品，其作者當為唐勒，約作於楚頃襄王後期至楚考烈王初葉。趙逵夫「《遠遊》《惜誓》唐勒作」的觀點并未得到主流學界的普遍認可。

## 內容

### 題解
題「惜誓」二字，王逸解釋作：「惜者，哀也。誓者，信也，約也。言哀惜懷王與己信約而復背之也。古者君臣將共為治，必以信誓相約，然後言乃從，而身以親也。蓋刺懷王有始而無終也。」
現代學者多認為題目中的「誓」為「逝」的假借字。湯炳正認為：「本篇題旨，王逸以為悼屈之辭。但細尋文意，亦實自傷不遇。惜，訓為痛惜；誓，或『逝』之借字。……辭中以『非重軀以慮難兮，惜傷身之無功』揭示『惜逝』的宗旨。其篇名『惜逝』，既得之首四句，亦概括全篇之意。」
黃靈庚也懷疑王逸「哀惜懷王與己信約」的解說，並引徐仁甫《古詩別解》之說、《詩經》「逝將去女」異文，同樣提出「誓」當為「逝」的通用字，「惜年華如逝水也」，「篇首：『惜余年老而日衰兮，歲忽忽而不反。』正『惜逝』之意。」

### 正文
《惜誓》正文凡505字，75句。首二句感傷自己年老無成，引出下文。自「登蒼天而高舉兮」至「吸衆氣而翱翔」凡30句，承接開頭，抒發自己因老無所成，而欲擺脫世俗、求仙方外之志。接「念我長生」二句，為全篇的過渡句，表明作者雖有方外之心，然而終因心有所繫，而返回人間。自「黃鵠後時而寄處兮」至末尾凡41句，寫作者返回人間之後，目睹亂世種種醜惡，忠良被害，奸佞得意，對此深感憤恨，並進行了猛烈的抨擊，表達了作者對時世深切的憂憤之情。